# Grudniowy Akademicki Przegląd Artystyczny
Grudniowy Akademicki Przegląd Artystyczny (GAPA) – jeden z największych studenckich, amatorskich przeglądów artystycznych, odbywający się w Warszawie. Ma charakter konkursu o zasięgu ogólnopolskim. Jak sama nazwa wskazuje odbywa się w grudniu, zwykle w pierwszych dwóch tygodniach. Pierwsza edycja przeglądu została zorganizowana w 2003 roku i od tego czasu, nieprzerwanie, studenci szkół i uczelni wyższych w Polsce, a przede wszystkim Politechniki Warszawskiej, mogą brać w nim udział jako uczestnicy/artyści lub widzowie.
Najważniejszymi celami Grudniowego Akademickiego Przeglądu Artystycznego są przede wszystkim:
- prezentacja twórczości własnej studentów jak najszerszej widowni,

- promocja młodych, zdolnych artystów w środowisku artystycznym,

- zwiększenie zainteresowania kulturą i sztuką wśród młodych ludzi,

- promocja wykorzystywania legalnych, autorskich źródeł,

- integracja studenckiego środowiska artystycznego.

Warunkiem koniecznym uczestnictwa w GAPA jest posiadanie aktualnego statusu studenta, a w przypadku grup lub zespołów przynajmniej połowa osób je tworzących musi posiadać status studenta.

## Kategorie
Zakres kategorii konkursowych jest nieznacznie zróżnicowany w zależności od edycji. Zawsze obejmuje takie dyscypliny kultury i sztuki jak:
- film,
- fotografia,
- improwizacja,
- muzyka: hip-hop & rock,
- poezja: mówiona & śpiewana,
- rysunek,
- stand-up,
- teatr.

Uczestnicy są oceniani przez profesjonalne Jury i/lub publiczność podczas specjalnie przygotowanych finałów poszczególnych kategorii. Finały odbywają się w popularnych studenckich klubach, pubach, kawiarniach, czy teatrach na terenie Warszawy. Na laureatów czekają rokrocznie wartościowe nagrody, np. nagranie płyty, wydanie autorskiego tomiku wierszy, specjalistyczne warsztaty, czy dedykowane występy.

## Laureaci GAPA
| Edycja | Rok  | Koordynator          | Kategoria      | Laureaci | Nagroda główna                                     |
| ------ | ---- | -------------------- | -------------- | --- | -------------------------------------------------- |
| XIII   | 2015 | Magdalena Pieczyńska | Fotografia     | Temat "Pod światło" I miejsce: Agata Dziemian II miejsce: Agnieszka Szefczyk III miejsce: Emilia Abłażewicz wyróżnienie: Michalina Kupper Temat "Warszawa nocą" I miejsce: Weronika Rogut II miejsce: Michalina Kupper III miejsce: Paweł Mazur | Specjalistyczne, profesjonalne kursy fotograficzne |
| XIII   | 2015 | Magdalena Pieczyńska | Hip-Hop        | I miejsce: Rewel (Filip Wójcicki) II miejsce: Jędrzej (Michał Jędrzejczyk) III miejsce: Bez Zarzutu (Mieszko Filipowicz, Jerzy Filipowicz, Arkadiusz Alaba, Marcin Rossa, Jakub Sobczak, Radosław Koper, Kacper Popiel)                         | Nagranie albumu w wytwórni płytowej                |
| XIII   | 2015 | Magdalena Pieczyńska | Poezja mówiona | I miejsce: Natalia Śliwińska II miejsce: Daniel Wdowicz III miejsce: Kamil Stępowski nagroda publiczności: Marta Więcek | Wydanie autorskiego tomiku wierszy                 |
| XIII   | 2015 | Magdalena Pieczyńska | Rock           | zespół Animal Bar | Nagranie EPki w wytwórni płytowej                  |
| XIII   | 2015 | Magdalena Pieczyńska | Stand-up       | I miejsce: Dominik Piechowiak II miejsce: Tomasz Szejka III miejsce: Michał Kowalski | Profesjonalny występ ze Stand-up Polska            |
| XIII   | 2015 | Magdalena Pieczyńska | Teatr          | najlepszy spektakl: Teatr Politechniki Warszawskiej najlepszy aktor: Szymon Pękała najlepsza aktorka: Julia Chętnicka wyróżnienia: Teatr Scena Główna Handlowa, aktorki Malwina Giedyk i Aleksandra Piasecka, aktor Marek Mogilski              | Występ na deskach Teatru Współczesnego w Warszawie |

## Organizatorzy
Przegląd jest organizowany przez jednostki Politechniki Warszawskiej:
1. Niezależne Zrzeszenie Studentów Politechniki Warszawskiej,
2. Komisję Kultury Samorządu Studentów Politechniki Warszawskiej.